# Professeur titulaire
Pour les articles homonymes, voir Professeur.

## Au Canada et aux États-Unis
Le titre de professeur titulaire est, au Canada, le plus haut titre universitaire attribué à un professeur ayant démontré l'excellence en recherche et en enseignement. C'est l'équivalent du titre de full professor aux États-Unis.
Il ne faut pas confondre le titre de professeur titulaire avec la titularisation, synonyme d'engagement à vie du professeur. Selon la plupart des conventions collectives dans les universités francophones, seuls les professeurs agrégés (donc titulaire d'un poste à vie) peuvent devenir professeurs titulaires. Si, pour ces chercheurs, la titularisation est censée garantir la liberté académique et permettre l'autonomie de la science, l'obtention du titre de professeur titulaire est une reconnaissance de l'excellence par les pairs, c'est-à-dire les autres professeurs titulaires de la communauté universitaire.

## En France
Être professeur titulaire n'est pas un titre, c'est devenir fonctionnaire après avoir été professeur stagiaire. Il s'oppose à professeur contractuel, qui n'est pas fonctionnaire.
Les professeurs des établissements privés sous contrat avec l’État sont tous des contractuels et ne sont donc pas fonctionnaires, même s'ils sont assimilés fonctionnaires. Ils sont en effet rémunérés par l’État et bénéficient de presque les mêmes avantages et obligations que les enseignants fonctionnaires. Les contrats qu'ils ont avec l’État peuvent être définitifs si ces professeurs ont été lauréats d'un concours de l'enseignement privé sous contrat, ou dans le cas d'une mesure de déprécarisation de l'emploi. Les contrats peuvent également être provisoires quand ils concernent des enseignants stagiaires, pour un an, lauréats d'un concours ou des contractuels non titulaires recrutés sur des postes vacants.

## En Suisse
En Suisse, dans le domaine des écoles polytechniques fédérales, le titre de professeur titulaire n'est pas un titre du corps professoral,, mais c'est le plus haut des trois titres accordés au corps intermédiaire.